# Leonurus glaucescens
Leonurus glaucescens là một loài thực vật có hoa trong họ Hoa môi. Loài này được Bunge mô tả khoa học đầu tiên năm 1830.